# Louis Pierre Alexis Pothuau
Louis Pothuau, né le 28 octobre 1815 à Paris où il est mort dans le 8e arrondissement le 7 octobre 1882, est un officier de marine et homme politique français du XIXe siècle. Vice-amiral, Député de Paris puis sénateur inamovible, il est par deux fois nommé Ministre de la Marine et des Colonies, avant de terminer sa carrière comme ambassadeur de France auprès du Royaume-Uni.

## Biographie

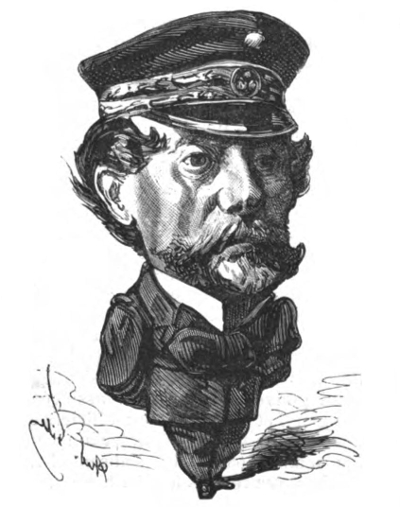
L'amiral Pothuau vu par André Gill. Portrait paru en 1873 dans Le Trombinoscope de Touchatout.

Issu d'une famille originaire de la Martinique, il sort de l'École navale en 1832. Il prend part sous le commandement du prince de Joinville au bombardement de Mogador en 1844, puis, pendant la guerre de Crimée, au bombardement d'Odessa et au siège de Sébastopol, ville où il sera le premier à entrer après le retrait russe.
Contre-amiral en 1864, il reçoit en 1870, pendant le siège de Paris, le commandement des forts du Sud, puis d'une division à la tête de laquelle il se distingue lors des attaques de la Gare-aux-Bœufs près de Choisy-le-Roi.
Promu vice-amiral, il est élu député de Paris à l'Assemblée nationale et entre dans le premier gouvernement constitué par Thiers comme ministre de la Marine et des Colonies (19 février 1871 - 25 mai 1873).
Nommé sénateur inamovible en 1875, il se range du côté de l'opposition lors de la crise du 16 mai 1877, à l'issue de laquelle il retrouve le ministère de la Marine dans le gouvernement Dufaure (13 décembre 1877 - 4 février 1879). Il occupa enfin le poste d'ambassadeur à Londres de 1878 à 1880. Le 10 janvier 1882, la médaille militaire lui est attribuée.
Il meurt le 7 octobre 1882 à son domicile, 30 place de la Madeleine et est inhumé le 12 octobre 1882 au cimetière du Père-Lachaise (14e division),, à Paris.
Un croiseur cuirassé français a porté son nom : le Pothuau.